# گروه راه‌آهن گوانگژو چین
گروه راه‌آهن گوانگژو چین (انگلیسی: China Railway Guangzhou Group) شرکت دولتی ترابری ریلی چینی است، که در سال ۲۰۱۷ تأسیس شد.